# Sandy Duncan

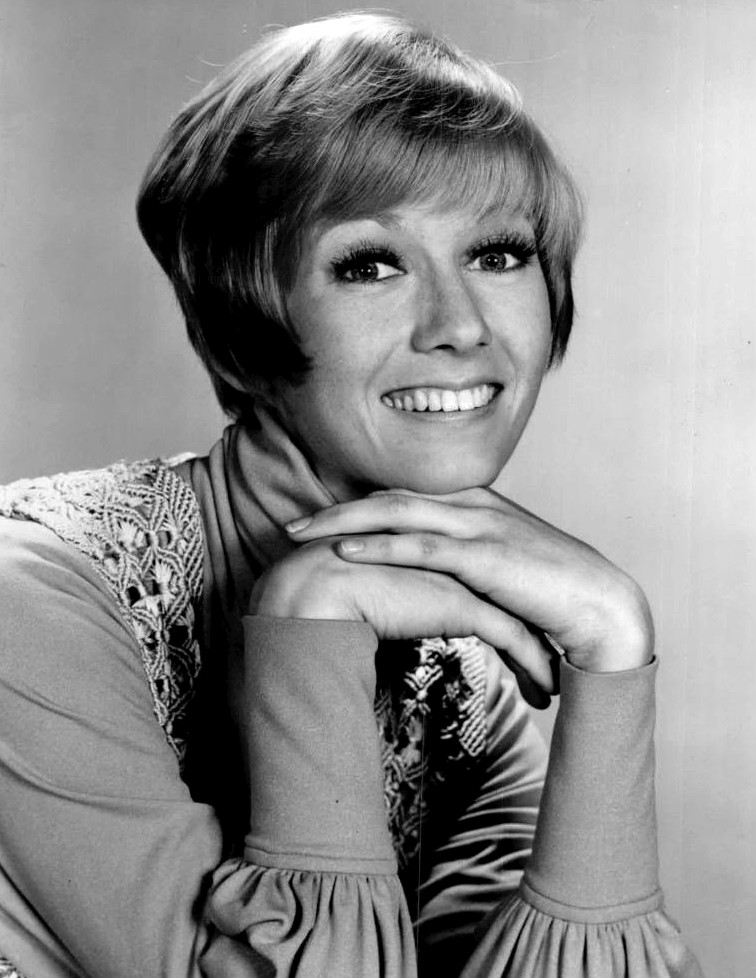
Sandy Duncan w 1972

Sandra Kay Duncan (ur. 20 lutego 1946 w New London w stanie Teksas) - amerykańska komiczka, tancerka, piosenkarka i aktorka. Duncan była trzykrotnie nominowana do nagrody Tony, dwukrotnie do Emmy i dwukrotnie do Złotego Globu.

## Życiorys
Duncan urodziła się 20 lutego 1946 roku w New London w Teksasie jako córka Sylvii i Mancila Raya Duncana, właściciela stacji benzynowej. Wczesne lata spędziła tam, a następnie przeprowadziła się do Tyler w Teksasie, gdy była w trzeciej klasie. Swoje pierwsze przedstawienie taneczne wykonała w wieku pięciu lat. Już w dzieciństwie rozwijała talent sceniczny, a w wieku pięciu lat wystąpiła w swoim pierwszym przedstawieniu tanecznym. Największą popularność zdobyła dzięki roli Piotrusia Pana w teatrze, sitcomowi The Hogan Family oraz filmom Kaczka za milion dolarów i Kot z kosmosu.
W trakcie swojej kariery była trzykrotnie nominowana do nagrody Tony, dwukrotnie do Emmy i Złotego Globu. Jej życie prywatne również wzbudzało zainteresowanie – była trzykrotnie zamężna, a obecnie mieszka w Connecticut z trzecim mężem, aktorem Donem Correią, z którym ma dwóch synów. Duncan pozostaje aktywna zawodowo od 1958 roku, zdobywając uznanie na scenie, w telewizji i kinie.
W 1972 roku Sandy Duncan użyczyła swojego głosu animowanej wersji siebie w odcinku „Sandy Duncan's Jekyll and Hyde” z serii „Nowy Scooby-Doo” emitowanej w sobotnie poranki na CBS. Po 48 latach ponownie wcieliła się w tę rolę jako gość specjalny w odcinku „Przerażający remake Jekylla i Hyde’a!” w serialu „Scooby-Doo i zgadnij kto?”.

## Wybrana filmografia
| Rok       | Tytuł                     | Rola            | Uwagi                                          |
| --------- | ------------------------- | --------------- | ---------------------------------------------- |
| 1971      | The Million Dollar Duck   | Katie Dooley    |                                                |
| 1972      | Nowy Scooby-Doo           | ona sama (głos) | Odcinek „Sandy Duncan's Jekyll and Hyde”       |
| 1975      | The Muppet Show           | Gościnny występ |                                                |
| 1976      | Pinocchio                 | Pinokio         |                                                |
| 1986-1991 | The Hogan Family          | Sandy Hogan     | serial fabularny                               |
| 2020      | Scooby-Doo i zgadnij kto? | ona sama (głos) | Odcinek „The Dreaded Remake of Jekyll & Hyde!” |